# Малоузенское муниципальное образование
Малоузенское муниципальное образование — сельское поселение в Питерском районе Саратовской области Российской Федерации.
Административный центр — село Малый Узень.

## История
Статус и границы сельского поселения установлены Законом Саратовской области от 27 декабря 2004 года № 91-ЗСО «О муниципальных образованиях, входящих в состав Питерского муниципального района».

## Население
| 2010  | 2011  | 2012  | 2013  | 2014  | 2015  | 2016  |
| ----- | ----- | ----- | ----- | ----- | ----- | ----- |
| 1522  | ↗1523 | ↘1485 | ↘1449 | ↘1404 | ↘1368 | ↘1340 |
| 2017  | 2018  | 2019  | 2020  | 2021  |       |       |
| ↘1295 | ↘1279 | ↘1216 | ↘1183 | ↘1129 |       |       |

## Состав сельского поселения
| № | Населённый пункт | Тип населённого пункта       | Население |
| - | ---------------- | ---------------------------- | --------- |
| 1 | Малоузенск       | железнодорожная станция      | 32        |
| 2 | Малый Узень      | село, административный центр | ↘1477     |
| 3 | Черемушки        | хутор                        | 13        |